# Élections législatives de 2017 dans les Hautes-Alpes
Les élections législatives françaises de 2017 se déroulent les 11 et 18 juin 2017. Dans le département des Hautes-Alpes, deux députés sont à élire dans le cadre de deux circonscriptions.

## Élus
| Circonscription | Député sortant | Parti | Parti | Député élu ou réélu | Parti | Parti |
| --------------- | -------------- | ----- | ----- | ------------------- | ----- | ----- |
| 1re             | Karine Berger  |       | PS    | Pascale Boyer       |       | LREM  |
| 2e              | Joël Giraud    |       | LREM  | Joël Giraud         |       | LREM  |

## Rappel des résultats départementaux des élections de 2012
| Parti          | Parti                             | Premier tour | Premier tour | Second tour | Second tour | Sièges |
| Parti          | Parti                             | Voix         | %            | Voix        | %           | Sièges |
| -------------- | --------------------------------- | ------------ | ------------ | ----------- | ----------- | ------ |
|                | Parti radical de gauche           | 13 362       | 20,52        | 17 461      | 27,75       | 1      |
|                | Parti socialiste                  | 10 181       | 15,64        | 17 804      | 28,29       | 1      |
|                | Divers gauche                     | 3 650        | 5,61         |             |             | 0      |
|                | Les Verts                         | 2 980        | 4,58         | 0           |             |        |
|                | Majorité présidentielle           | 30 173       | 46,34        | 35 265      | 56,04       | 2      |
|                |                                   |              |              |             |             |        |
|                | Nouveau centre                    | 10 438       | 16,03        | 12 926      | 20,54       | 0      |
|                | Union pour un mouvement populaire | 9 206        | 14,14        | 14 738      | 23,42       | 0      |
|                | Divers droite dont DLR et PCD     | 540          | 0,83         |             |             | 0      |
|                | Droite parlementaire              | 20 184       | 31,00        | 27 664      | 43,96       | 0      |
|                |                                   |              |              |             |             |        |
|                | Front national                    | 8 125        | 12,48        |             |             | 0      |
|                | Front de gauche                   | 5 078        | 7,80         | 0           |             |        |
|                | Mouvement démocrate               | 630          | 0,97         | 0           |             |        |
|                | Divers écologiste dont AÉI        | 408          | 0,63         | 0           |             |        |
|                | Divers                            | 277          | 0,43         | 0           |             |        |
|                | Extrême gauche dont LO            | 233          | 0,36         | 0           |             |        |
|                |                                   |              |              |             |             |        |
| Inscrits       | Inscrits                          | 106 925      | 100,00       | 106 935     | 100,00      | 2      |
| Abstentions    | Abstentions                       | 40 585       | 37,96        | 41 416      | 38,73       |        |
| Votants        | Votants                           | 66 340       | 62,04        | 65 519      | 61,27       |        |
| Blancs et nuls | Blancs et nuls                    | 1 232        | 1,86         | 2 590       | 3,95        |        |
| Exprimés       | Exprimés                          | 65 108       | 98,14        | 62 929      | 96,05       |        |

## Résultats de l'élection présidentielle de 2017 par circonscription
| Circonscription | 1er tour | 1er tour | 1er tour | 1er tour  |         | 2d tour | 2d tour |
| Circonscription | Macron   | Le Pen   | Fillon   | Mélenchon | Macron  | Le Pen  |         |
| --------------- | -------- | -------- | -------- | --------- | ------- | ------- | ------- |
| Circonscription |          |          |          |           |         |         |         |
| 1re             | 22,37 %  | 22,59 %  | 18,1 %   | 20,89 %   | 63,08 % | 36,92 % |         |
| 2e              | 21,17 %  | 19,78 %  | 20,31 %  | 22,43 %   | 65,28 % | 34,72 % |         |

## Résultats

### Résultats à l'échelle du département
|                                                  |                                      |                           |                           |                          |                          |        |
|                                                  |                                      | Premier tour 11 juin 2017 | Premier tour 11 juin 2017 | Second tour 18 juin 2017 | Second tour 18 juin 2017 |        |
|                                                  |                                      |                           |                           |                          |                          |        |
|                                                  |                                      | Nombre                    | % des inscrits            | Nombre                   | % des inscrits           |        |
| Inscrits                                         | Inscrits                             | 109 914                   | 100,00                    | 109 900                  | 100,00                   |        |
| Abstentions                                      | Abstentions                          | 51 221                    | 46,6                      | 60 418                   | 54,98                    |        |
| Votants                                          | Votants                              | 58 693                    | 53,4                      | 49 482                   | 45,02                    |        |
|                                                  |                                      |                           | % des votants             |                          | % des votants            |        |
| Bulletins blancs                                 | Bulletins blancs                     | 951                       | 1,62                      | 4 831                    | 4,40                     |        |
| Bulletins nuls                                   | Bulletins nuls                       | 357                       | 0,61                      | 1 927                    | 1,75                     |        |
| Suffrages exprimés                               | Suffrages exprimés                   | 57 385                    | 97,77                     | 42 724                   | 86,34                    |        |
|                                                  |                                      |                           |                           |                          |                          |        |
| Étiquette politique                              | Étiquette politique                  | Voix                      | % des exprimés            | Voix                     | % des exprimés           | Sièges |
|                                                  |                                      |                           |                           |                          |                          |        |
|                                                  | La République en marche              | 21 824                    | 38,03                     | 26 973                   | 63,13                    | 2      |
|                                                  | Front national                       | 6 972                     | 12,15                     |                          |                          |        |
|                                                  | La France insoumise                  | 6 905                     | 12,03                     |                          |                          |        |
|                                                  | Les Républicains dissident           | 4 230                     | 7,37                      | 6 923                    | 16,20                    | 0      |
|                                                  | Les Républicains                     | 4 084                     | 7,12                      | 8 828                    | 20,66                    | 0      |
|                                                  | Parti socialiste                     | 3 320                     | 5,79                      |                          |                          |        |
|                                                  | Union des démocrates et indépendants | 3 029                     | 5,28                      |                          |                          |        |
|                                                  | Écologiste                           | 2 965                     | 5,17                      |                          |                          |        |
|                                                  | Divers                               | 2 864                     | 4,99                      |                          |                          |        |
|                                                  | Parti communiste français            | 884                       | 1,54                      |                          |                          |        |
|                                                  | Extrême gauche                       | 308                       | 0,54                      |                          |                          |        |
| Source : Ministère de l'Intérieur - Hautes-Alpes |                                      |                           |                           |                          |                          |        |

### Résultats par circonscription

#### Première circonscription
Député sortant : Karine Berger (Parti socialiste).
|                                                                               |                                                                   |                           |                           |                          |                          |
|                                                                               |                                                                   | Premier tour 11 juin 2017 | Premier tour 11 juin 2017 | Second tour 18 juin 2017 | Second tour 18 juin 2017 |
|                                                                               |                                                                   |                           |                           |                          |                          |
|                                                                               |                                                                   | Nombre                    | % des inscrits            | Nombre                   | % des inscrits           |
| Inscrits                                                                      | Inscrits                                                          | 57 757                    | 100,00                    | 57 741                   | 100,00                   |
| Abstentions                                                                   | Abstentions                                                       | 27 988                    | 48,46                     | 32 607                   | 56,47                    |
| Votants                                                                       | Votants                                                           | 29 769                    | 51,54                     | 25 134                   | 43,53                    |
|                                                                               |                                                                   |                           | % des votants             |                          | % des votants            |
| Bulletins blancs                                                              | Bulletins blancs                                                  | 575                       | 1,93                      | 2 957                    | 11,76                    |
| Bulletins nuls                                                                | Bulletins nuls                                                    | 200                       | 0,67                      | 1 199                    | 4,77                     |
| Suffrages exprimés                                                            | Suffrages exprimés                                                | 28 994                    | 97,40                     | 20 978                   | 83,46                    |
|                                                                               |                                                                   |                           |                           |                          |                          |
| Candidat Étiquette politique (partis et alliances)                            | Candidat Étiquette politique (partis et alliances)                | Voix                      | % des exprimés            | Voix                     | % des exprimés           |
|                                                                               |                                                                   |                           |                           |                          |                          |
|                                                                               | Pascale Boyer La République en marche                             | 9 258                     | 31,93                     | 12 150                   | 57,92                    |
|                                                                               | Catherine Asso Les Républicains                                   | 4 084                     | 14,09                     | 8 828                    | 42,08                    |
|                                                                               | Patrick Deroin Front national                                     | 3 938                     | 13,58                     |                          |                          |
|                                                                               | Éléonore Flandin La France insoumise                              | 3 548                     | 12,24                     |                          |                          |
|                                                                               | Karine Berger (députée sortante) Parti socialiste                 | 3 320                     | 11,45                     |                          |                          |
|                                                                               | Jean-Marc Passeron Divers gauche                                  | 2 317                     | 7,99                      |                          |                          |
|                                                                               | Pierre Villard Parti communiste français                          | 884                       | 3,05                      |                          |                          |
|                                                                               | Jean-Pierre Coyret Divers droite                                  | 547                       | 1,89                      |                          |                          |
|                                                                               | Chantal Sarrut Confédération pour l'homme, l'animal et la planète | 427                       | 1,47                      |                          |                          |
|                                                                               | Marcelle Buchlin-Schwendemann Alliance écologiste indépendante    | 314                       | 1,08                      |                          |                          |
|                                                                               | Brigitte Bourg Union populaire républicaine                       | 197                       | 0,68                      |                          |                          |
|                                                                               | Boris Guignard Lutte ouvrière                                     | 160                       | 0,55                      |                          |                          |
| Source : Ministère de l'Intérieur - Première circonscription des Hautes-Alpes |                                                                   |                           |                           |                          |                          |

#### Deuxième circonscription
Député sortant : Joël Giraud (La République en marche).
|                                                                               |                                                      |                           |                           |                          |                          |  |
|                                                                               |                                                      | Premier tour 11 juin 2017 | Premier tour 11 juin 2017 | Second tour 18 juin 2017 | Second tour 18 juin 2017 |  |
|                                                                               |                                                      |                           |                           |                          |                          |  |
|                                                                               |                                                      | Nombre                    | % des inscrits            | Nombre                   | % des inscrits           |  |
| Inscrits                                                                      | Inscrits                                             | 52 160                    | 100,00                    | 52 159                   | 100,00                   |  |
| Abstentions                                                                   | Abstentions                                          | 23 235                    | 44,55                     | 27 811                   | 53,32                    |  |
| Votants                                                                       | Votants                                              | 28 925                    | 55,45                     | 24 348                   | 46,68                    |  |
|                                                                               |                                                      |                           | % des votants             |                          | % des votants            |  |
| Bulletins blancs                                                              | Bulletins blancs                                     | 383                       | 1,32                      | 1 874                    | 7,70                     |  |
| Bulletins nuls                                                                | Bulletins nuls                                       | 151                       | 0,52                      | 728                      | 2,99                     |  |
| Suffrages exprimés                                                            | Suffrages exprimés                                   | 28 391                    | 98,15                     | 21 746                   | 89,31                    |  |
|                                                                               |                                                      |                           |                           |                          |                          |  |
| Candidat Étiquette politique (partis et alliances)                            | Candidat Étiquette politique (partis et alliances)   | Voix                      | % des exprimés            | Voix                     | % des exprimés           |  |
|                                                                               |                                                      |                           |                           |                          |                          |  |
|                                                                               | Joël Giraud (député sortant) La République en marche | 12 566                    | 44,26                     | 14 823                   | 68,16                    |  |
|                                                                               | Arnaud Murgia Les Républicains                       | 3 683                     | 12,97                     | 6 923                    | 31,84                    |  |
|                                                                               | Christophe Tassaux La France insoumise               | 3 357                     | 11,82                     |                          |                          |  |
|                                                                               | Laurence Leguem Front national                       | 3 034                     | 10,69                     |                          |                          |  |
|                                                                               | Chantal Eyméoud Union des démocrates et indépendants | 3 029                     | 10,67                     |                          |                          |  |
|                                                                               | Agnès Antoine Parti communiste français              | 2 224                     | 7,83                      |                          |                          |  |
|                                                                               | Florian Demmel Parti du vote blanc                   | 204                       | 0,72                      |                          |                          |  |
|                                                                               | Véronique Buisson Lutte ouvrière                     | 148                       | 0,52                      |                          |                          |  |
|                                                                               | Yann Espinosa Divers (Union populaire républicaine)  | 146                       | 0,51                      |                          |                          |  |
| Source : Ministère de l'Intérieur - Deuxième circonscription des Hautes-Alpes |                                                      |                           |                           |                          |                          |  |